# Серхат
Ахмет Серхат Хаджипашалиоглу (тур. Ahmet Serhat Hacıpaşalıoğlu; 14 жовтня 1964, найбільш відомий як Серхат (тур. Serhat) — турецький співак, продюсер та телеведучий. Двічі представляв Сан-Марино на Євробаченні — у 2016 та 2019 роках.

## Перші роки та освіта
Ахмет Серхат Хаджипашалиоглу народився 24 жовтня 1964 року у Стамбулі. Його батьки походять с турецької провінції Трабзон. Він закінчив школу в Іджадіє (провінція Ускюдар) і Deutsche Schule Istanbul (німецька вища школа у Стамбулі). 1998 року Серхат отримав вищу освіту в Стамбульському університеті за спеціальністю стоматолог. 1990 року він повернувся з воєнної служби в Бурдурі.

## Кар'єра

### Телебачення
Серхат почав свою кар'єру 1994 року, створивши компанію End Production. Наступного року він отримав декілька нагород за шоу-вікторину Riziko!, де він був ведучим та продюсером. Після цього його компанія End Production продюсувала такі турецькі телешоу, як Hedef 4, Altına Hücum, Serhat'la Rizikosuz, Kalimerhaba.
Також, разом зі своєю компанією він організував декілька музичних конкурсів, серед яких Liselerarası Müzik Yarışması, Megahit-Uluslararası Akdeniz Şarkı Yarışması і Dans Maratonu.

### Музична кар'єра
Музична кар'єра Серхата почалася після того, як він випустив свої перші сингли «Rüya» і «Ben Bir Daha». 2004 року Серхат разом з французьким співаком Віктором Лазло випустив свою третю пісню «Total Disguise». Пісня була виконана двома мовами — англійською і французькою. 2008 року співак співпрацював з російською співачкою грузинського походження Тамарою Гвердцителі. Результатом їх праці стали три пісні — «I Was So Lonely», «No No Never (Moscow-Istanbul)» і «Я + ты» (російська версія пісні «Total Disguise»). Усі ці пісні увійшли до складу альбому Гвердцителі «Воздушный поцелуй».
2014 року Серхат працював у Франції і Німеччині над своєю новою піснею французькою мовою «Je M'Adore». Пісня увійшла до британського, німецького, французького і швейцарського чартів.
12 січня 2016 року телебачення Сан-Марино заявило, що цю країну на Пісенному конкурсі Євробачення 2016 у Стокгольмі, Швеція, представлятиме турецький співак Серхат. Його конкурсна пісня, I Didn't Know, була представлена 9 березня 2016 року. Також у 2019 році Сан-Марино оголосило що країну на Євробаченні 2019 знову представить Серхат. Попри те, що у букмекерів він був лише 15-м на прохід, 14 травня 2019 року сенсаційно пройшов до фіналу конкурсу. У фіналі зайняв 10 місце за результатами глядацького голосування і 20 загальне. Це найкращий результат в історії Сан Марино. А після перерахунку голосів він посів 19 місце у фіналі конкурсу.